# Język efate północny
Język efate północny, także: nakanamanga, nguna – język austronezyjski z grupy języków oceanicznych, używany w północnej części wyspy Efate oraz na kilku innych wyspach (m.in. Nguna, Tongoa i Epi), należących do państwa Vanuatu. Według danych z 2001 r. posługuje się nim 10 tys. osób.
Tworzy złożoną sieć dialektów. Serwis Ethnologue wyróżnia następujące: nguna (guna, tongoa), buninga, sesake, emau, paunangis, livara. Nazwa „nguna” upowszechniła się również jako nazwa samego języka. Odmiana języka zwana livara lub liara (względnie blisko spokrewniony język) nie była już używana na początku XX wieku. Dialekt lelepa jest też opisywany jako odrębny język.
Został opisany w postaci opracowań gramatycznych (1887, 1969) i słownika (2023). Sporządzono też zbiór tekstów (1969). Jest zapisywany alfabetem łacińskim.